# Guillermo Amor Martínez
Guillermo Amor Martínez (Benidorm, Marina Baixa, 4 de desembre del 1967) és un exfutbolista valencià que jugà principalment al llarg dels anys 90. Amb 17 títols, fou el jugador del FC Barcelona que més títols havia guanyat en la història del club, fins que fou superat l'agost de 2011 per Xavi Hernández. Des de 2017 és el Director de Relacions Institucionals i Esportives del F.C.Barcelona i responsable del futbol formatiu professional conjuntament amb l'exjugador del també club blaugrana Bakero.

## Trajectòria esportiva
Conegut al món del futbol com a Amor, va destacar especialment al FC Barcelona dels anys 90, quan era una de les peces claus del "Dream Team" de Johan Cruyff que va guanyar, entre d'altres títols, la Copa d'Europa de 1992 i quatre Lligues consecutives. Va ser titular en la final de la Recopa d'Europa de 1989, a Berna, que fou el primer trofeu de Johan Cruyff a la banqueta blaugrana i l’inici de l’èxit del “Dream Team”.
Al llarg de les seues onze temporades al primer equip va disputar un total de 421 partits, fet que el va convertir en el tercer jugador que més partits oficials havia jugat amb el FC Barcelona, després de Migueli (549) i Rexach (452). Posteriorment el van superar Xavi (767), Messi, Iniesta (674), Puyol (593), Víctor Valdés (535), Sergio Busquets i Piqué (els dos darrers en actiu).
Va ser durant vuit anys un dels centrecampistes habituals de la selecció espanyola, entre 1990 i 1998. Va disputar un total de 39 partits amb la selecció (en va guanyar 17, en va empatar 14 i en va perdre només 8), amb Javier Clemente com a seleccionador.
Amb la selecció va participar en la Copa del Món de França 1998, així com en l'Eurocopa d'Anglaterra 1996.
El juny de 2003, quan Joan Laporta va assumir la presidència, fou nomenat director del planter del FC Barcelona, càrrec que desenvolupà fins a mitjans de 2007. El 15 de desembre de 2007 es va adormir al volant del cotxe i va sofrir un greu accident, i va restar una setmana ingressat a l'UCI, del qual es va recuperar satisfactòriament.
El juliol de 2010, amb l'arribada a la presidència del FC Barcelona de Sandro Rosell, Amor fou nomenat director tècnic del futbol formatiu del club, càrrec que va ocupar fins al 19 de maig de 2014, quan el FC Barcelona va anunciar la seva substitució per Jordi Roura.

## Clubs
| Club          | País          | Anys      |
| ------------- | ------------- | --------- |
| FC Barcelona  | Catalunya     | 1988-1998 |
| Fiorentina    | Itàlia        | 1998-2000 |
| Vila-real CF  | País Valencià | 2000-2003 |
| Livingston FC | Escòcia       | 2003-2005 |

## Estadístiques de clubs
Actualitzat a final de carrera esportiva
| Club                     | Div.    | Temporada | Lliga   | Lliga | Copa del Rei | Copa del Rei | UEFA    | UEFA | Altres  | Altres | Total   | Total |
| Club                     | Div.    | Temporada | Partits | Gols  | Partits      | Gols         | Partits | Gols | Partits | Gols   | Partits | Gols  |
| ------------------------ | ------- | --------- | ------- | ----- | ------------ | ------------ | ------- | ---- | ------- | ------ | ------- | ----- |
| FC Barcelona Atlètic     | 2ªA     | 1984–85   | 1       | 0     | -            | -            | -       | -    | -       | -      | 1       | 0     |
| FC Barcelona Amateur     | 2a B    | 1985–86   | 8       | 0     | -            | -            | -       | -    | -       | -      | 8       | 0     |
| FC Barcelona Atlètic     | 2ªA     | 1986–87   | 3       | 0     | -            | -            | -       | -    | -       | -      | 3       | 0     |
| FC Barcelona Atlètic     | 2ªA     | 1987–88   | 38      | 8     | -            | -            | -       | -    | -       | -      | 38      | 8     |
| FC Barcelona Atlètic     | 2ªA     | 1988–89   | 7       | 2     | -            | -            | -       | -    | -       | -      | 38      | 8     |
| FC Barcelona             | 1a      | 1988–89   | 27      | 8     | 0            | 0            | 5       | 2    | 0       | 0      | 32      | 10    |
| FC Barcelona             | 1a      | 1989–90   | 33      | 6     | 6            | 1            | 3       | 1    | -       | -      | 42      | 8     |
| FC Barcelona             | 1a      | 1990–91   | 34      | 4     | 1            | 1            | 8       | 2    | 2       | 0      | 45      | 7     |
| FC Barcelona             | 1a      | 1991–92   | 36      | 6     | 2            | 0            | 3       | 1    | 2       | 1      | 43      | 8     |
| FC Barcelona             | 1a      | 1992–93   | 33      | 5     | 5            | 0            | 6       | 1    | 3       | 0      | 47      | 6     |
| FC Barcelona             | 1a      | 1993–94   | 37      | 8     | 2            | 1            | 12      | 2    | 2       | 0      | 53      | 11    |
| FC Barcelona             | 1a      | 1994–95   | 34      | 4     | 1            | 0            | 6       | 1    | 2       | 1      | 43      | 6     |
| FC Barcelona             | 1a      | 1995–96   | 28      | 6     | 6            | 1            | 6       | 1    | -       | -      | 40      | 9     |
| FC Barcelona             | 1a      | 1996–97   | 26      | 0     | 3            | 0            | 6       | 0    | 2       | 0      | 37      | 0     |
| FC Barcelona             | 1a      | 1997–98   | 23      | 0     | 4            | 0            | 5       | 0    | 2       | 0      | 34      | 0     |
| ACF Fiorentina           | Serie A | 1998–99   | 16      | 0     | -            | -            | 3       | 0    | -       | -      | 19      | 0     |
| ACF Fiorentina           | Serie A | 1999–00   | 8       | 0     | -            | -            | 2       | 0    | -       | -      | 11      | 0     |
| Vila-real Club de Futbol | 1a      | 2000–01   | 35      | 0     | 0            | 0            | -       | -    | -       | -      | 35      | 0     |
| Vila-real Club de Futbol | 1a      | 2001–02   | 34      | 0     | 5            | 0            | -       | -    | -       | -      | 39      | 0     |
| Totals                   | Totals  | Totals    | 432     | 58    | 35           | 5            | 65      | 11   | 15      | 2      | 571     | 76    |

## Palmarès

### Campionats internacionals
- 1 Copa d'Europa - FC Barcelona: 1992.
- 2 Recopes d'Europa - FC Barcelona: 1989[6] i 1997.[15][16]
- 2 Supercopes d'Europa - FC Barcelona: 1993 i 1998.

### Campionats estatals
- 5 Lligues espanyoles - FC Barcelona: 1991, 1992, 1993, 1994 i 1998.
- 3 Copes del Rei - FC Barcelona: 1990, 1997 i 1998.
- 4 Supercopes d'Espanya - FC Barcelona: 1991, 1992, 1994 i 1996.

### Títols catalans
- 2 Copes Generalitat: 1991 i 1993.[17]